# Lavella
Lavella es un género de foraminífero bentónico de la subfamilia Saccammininae, de la familia Saccamminidae, de la superfamilia Saccamminoidea, del suborden Saccamminina y del orden Astrorhizida. Su especie tipo es Lavella cucumeriformis. Su rango cronoestratigráfico abarca el Ordovícico inferior.

## Discusión
Clasificaciones previas incluían Lavella en la superfamilia Astrorhizoidea, así como en el suborden Textulariina del orden Textulariida.

## Clasificación
Lavella incluye a la siguiente especie:
- Lavella cucumeriformis †